# طلعت الغصين
طلعت الغصين، دبلوماسي وسياسي كويتي من أصل فلسطيني وثاني سفير لدولة الكويت في واشنطن مُنذ 1963 حتى 1970.

## السيرة الذاتية
ولد طلعت في مدينة الرملة في دولة فلسطين وهو ينحدر من عائلة فلسطينية رملاوية، تخرج من الجامعة الأمريكية بالقاهرة في الأربعينيات بعد النكبة، وبعد إحتلال مدينة الرملة، سافر للعمل مدرساً للغة الإنجليزية في اليمن، ثم إنتقل بعدها إلى الكويت في الخمسينات حيث عمل موظفا في سكرتارية الحكومة الكويتية ومجلس الإنشاء الكويتي، وفي الستينات انتقل للعمل في السلك الدبلوماسي (في مرحلة تأسيس وزارة الخارجية الكويتية)، حيثُ كان ضمن الوفد الكويتي المشكل إلى الأمم المتحدة لطلب الاستقلال، وكان ضمن بعثة السفارة الكويتية في واشنطن، وعين سفيراً للكويت في الولايات المتحدة من عام 1963 وحتى عام 1970، وكان ثاني سفير للكويت في واشنطن.

## منحه الجنسية الكويتية
تم مُنحه الجنسية الكويتية عام 1961 لخدماته الجليلة.

## محطات في عمله الدبلوماسي
- سفير الكويت في واشنطن من 1963 حتى 1970.
- سفير الكويت في المغرب عام 1970.
- سفير الكويت في اليابان عام 1971.
- سفير الكويت في صنعاء.

## هجرته
هاجر من الكويت وإختار أن يقضي أواخر عمره في منزل يطل على البحر في تونس.

## وصلات خارجية
- طلعت الغصين ثاني سفير كويتي لدى واشنطن متحدثاً للصحافة عام 1970م - واشنطن